# جلیل جلیل

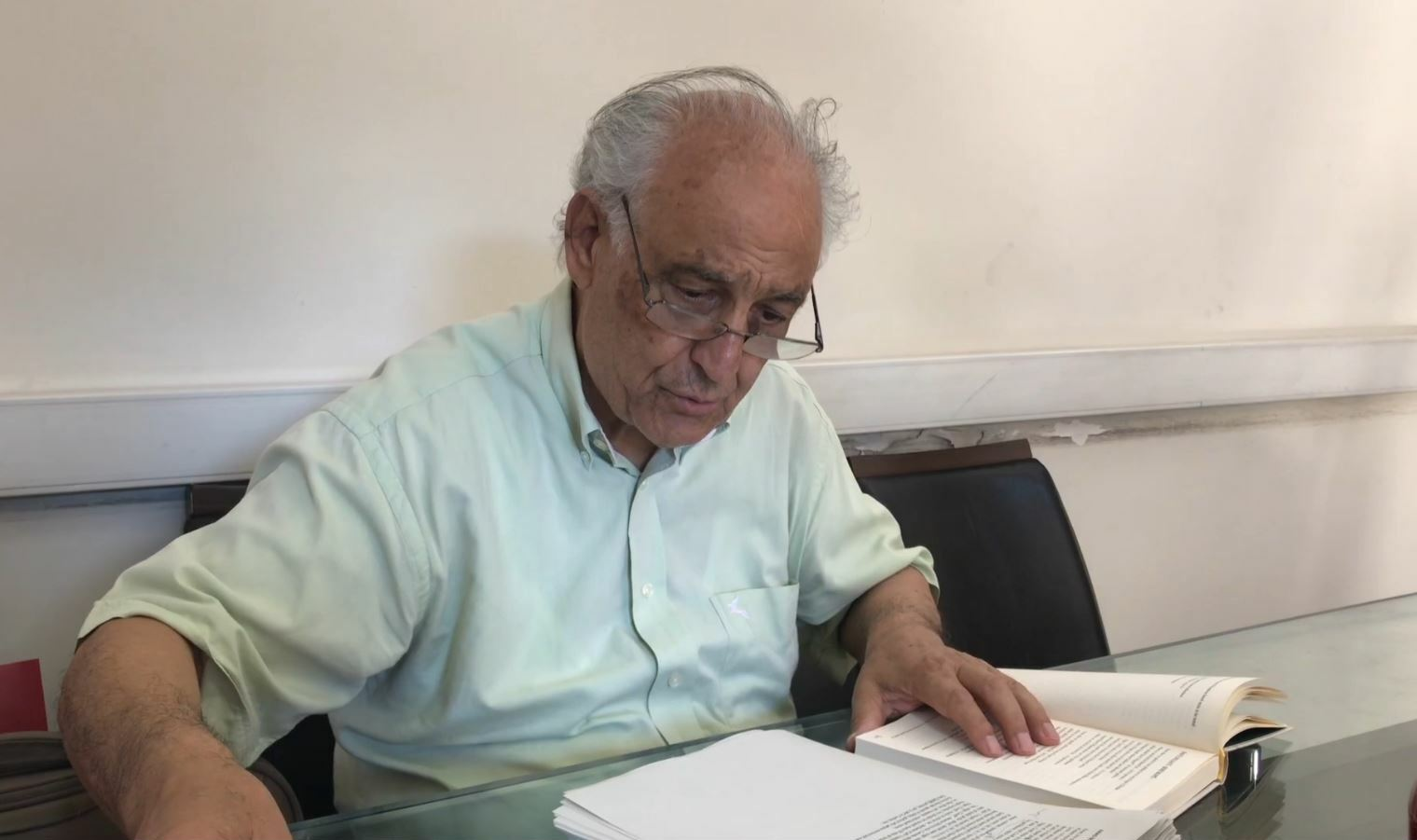
جلیل جلیل پشت میز کار

جلیل جلیل (به کردی: جه‌لیل جه‌لیل Celîlê Celîl)، تاریخ‌نگار، کردشناس و نویسندهٔ ایزدی کُردتبار اهل ارمنستان است.

## زندگی
جلیل جلیل در ۱۹۳۶ در ایروان به دنیا آمد. وی در دانشگاه ایروان و آکادمی مطالعات شرق لنینگراد به تحصیل در رشتهٔ تاریخ پرداخت. وی پایان نامهٔ خود را در رابطه با قیام‌های کردها در قرن نوزدهم نگارش کرد و در سال ۱۹۶۳ مدرک دکترای خود را در رشتهٔ تاریخ دریافت کرد و از آن تاریخ تا سال ۱۹۹۳ در آکادمی علوم به کار مشغول شد. وی به همراه برادرش، اوردیخان جلیل به جمع‌آوری اشعار مذهبی ایزدی‌ها و داستان‌ها و افسانه‌های کردی پرداخت. جلیل جلیل پس از سقوط اتحاد جماهیر شوروی به اتریش رفت و در دانشگاه وین به تدریس مشغول شد. وی هم‌اکنون در فرهنگستان علوم در وین مشغول به کار است.

## آثار
- خیزش کردها در ۱۸۸۰، مسکو: انتشارات نائوکا، ۱۳۲ صفحه، ۱۹۶۶.
- فولکلور کردی، به همراه اوردیخان جلیل، ۲ جلد، مسکو: انتشارات نائوکا، ۱۹۷۸.
- حیات روشنفکری و سیاسی کردها، اوپسالا، سوئد: انتشارات ژینا نو، ۲۰۰ صفحه، ۱۹۸۵.
- افسانه‌ها و داستان‌های عامیانهٔ کردی، به همراه اوردیخان جلیل، مسکو: انتشارات نائوکا، ۱۹۸۹.
- فولکلور کردهای سوریه، به همراه اوردیخان جلیل و احمد عمر، اوپسالا، سوئد: انتشارات ژینا نو، ۱۹۸۹.
- داستان‌های کردی، به همراه اوردیخان جلیل، استانبول: انتشارات زل، ۲۴۴ صفحه، ۱۹۹۴.
- اتوبیوگرافی عبدالرزاق بدرخان، انتشارات هاویبون، ۷۲ صفحه، ۱۹۹۹.
- سیف الملوک سیاهپوش، نشر اوستا، ۳۲۸ صفحه، ۲۰۰۰.
- فصل‌هایی مهم در تاریخ مردم کرد، ۱۹۵ صفحه، ۲۰۰۲.
- کشکول کرمانجی، وین، ۳۱۱ صفحه، ۲۰۰۴.